# Vespro della Beata Vergine
As Vespro della Beata Vergine (em português: Vésperas da Santa Virgem) são um conjunto de obras de música sacra publicado por Claudio Monteverdi em 1610.
As Vespro fizeram parte de uma coleção maior, que incluiu uma missa a capella (Missa In illo tempore) e alguns concertos sacros, vindos a público no mesmo momento. Como as coleções semelhantes de sua época, essas obras se destinavam a atender a múltiplas funções, e podiam ser executadas à discrição dos intérpretes em variadas combinações vocais e instrumentais, usando as peças avulsas ou agrupando quantas fossem necessárias para o culto da ocasião. Entretanto, o grupo de peças que forma as Vespro tem gerado muito debate entre os especialistas, pois apesar do título não segue a sequência de trechos de nenhuma liturgia mariana oficial. Quanto à sua substância musical, é uma composição extremamente heterogênea, usando todos os estilos e estruturas formais conhecidos em seu tempo, desde o fabordão harmônico até os solos vocais virtuosos, de simples apresentações de trechos de canto gregoriano acompanhado ao órgão até variadas combinações orquestrais e corais, e passando dos recitativos para complexas seções polifônicas, e nesse sentido as Vespro formam a mais rica, avançada e suntuosa coletânea de música sacra até então publicada. Em termos de instrumentação, amplitude e coesão estrutural, embelezamento virtuosístico e tratamento retórico do texto também se colocam acima e à frente de tudo o que já fora feito no gênero por outros compositores. O único elemento que une as peças individuais é o fato de todas terem sido compostas a partir de uma linha de canto gregoriano.
A estrutura das Vespro é a seguinte:
- Versículo & Responsório (Salmo 69:1): Deus in adjutorium meum intende e Domine ad adjuvandum me festina: coro a seis vozes, instrumentos e baixo contínuo
- Salmo: Dixit Dominus (Salmo 110): coro a seis vozes, seis instrumentos e baixo contínuo
- Moteto: Nigra sum (do Cântico de Salomão):  tenor solo e baixo contínuo
- Salmo: Laudate pueri (Salmo 113): coro a oito vozes e baixo contínuo
- Motet: Pulchra es (do Cântico de Salomão): dueto vocal e baixo contínuo
- Salmo: Laetatus sum (Salmo 122): coro a seis vozes e baixo contínuo
- Moteto: Duo Seraphim (Isaías 6:2-3): dueto vocal conduzindo a um trio, e baixo contínuo
- Salmo: Nisi Dominus (Salmo 127): coro a dez vozes e baixo contínuo
- Motet: Audi coelum (poema sacro anônimo): coro a seis vozes e baixo contínuo
- Salmo: Lauda Jerusalem (Salmo 147): coro a sete vozes e baixo contínuo
- Sonata sopra "Sancta Maria, ora pro nobis": soprano solo, instrumentos e baixo contínuo
- Hino: Ave maris stella: dois sopranos solistas, coro duplo, cinco instrumentos solo e baixo contínuo
- Magnificat I: coro a sete vozes, instrumentos e baixo contínuo
- Magnificat II: coro a seis vozes e baixo contínuo